# Nordsjösjön
Nordsjösjön är en sjö i Sollefteå kommun i Ångermanland och ingår i Ångermanälvens huvudavrinningsområde. Sjön har en area på 1,71 kvadratkilometer och ligger 92 meter över havet. Sjön ingår tillsammans med Nässjön i dämningsområdet till Hjälta kraftverk. Inför dämningen grävdes 1948 en kanal mellan de båda sjöarna för att förbättra vattengenomströmningen.

## Delavrinningsområde
Nordsjösjön ingår i det delavrinningsområde (701130-156012) som SMHI kallar för Utloppet av Nordsjösjön. Medelhöjden är 134 meter över havet och ytan är 9,91 kvadratkilometer. Räknas de 7 avrinningsområdena uppströms in blir den ackumulerade arean 114,46 kvadratkilometer. Långsjöån (Björssjöån) som avvattnar avrinningsområdet har biflödesordning 3, vilket innebär att vattnet flödar genom totalt 3 vattendrag innan det når havet efter 57 kilometer. Avrinningsområdet består mestadels av skog (47 procent), öppen mark (11 procent) och jordbruk (15 procent). Avrinningsområdet har 1,69 kvadratkilometer vattenytor vilket ger det en sjöprocent på 17 procent.